# Turbonilla buteonis
Turbonilla buteonis är en snäckart som beskrevs av Bartsch 1909. Turbonilla buteonis ingår i släktet Turbonilla och familjen Pyramidellidae. Inga underarter finns listade i Catalogue of Life.